# 舊古塔 (杜納伊夫齊區)
48°56′27″N 26°37′6″E / 48.94083°N 26.61833°E
舊古塔（烏克蘭語：Стара Гута）是位於烏克蘭西部赫梅利尼茨基州裏卡緬涅茨-波多利斯基區的村莊，面積3.03平方公里，海拔高度328米，人口661，人口密度每平方公里338.2人。